# Vera Tussing
Vera Tussing (1982) is een Duitse theatermaker, choreografe en danseres. Ze woont en werkt in Brussel en "onderzoekt de relatie tussen danser en publiek en de manier waarop die relatie kan veranderen."

## Biografie
Tussing werd geboren in Duitsland en groeide op in Freiburg. Ze ging aanvankelijk naar een Waldorfschule en studeerde in 2005 af aan de London Contemporary Dance School.
In 2011 maakt ze Trilogy, samen met danser en choreograaf Albert Quesada, dat deels tot stand komt met steun van het ROH2-programma voor jonge artiesten van het Royal Opera House in Londen. In deze voorstelling behandelen ze de vraag of "de beweging van een muziekstuk en de muzikaliteit van een lichamelijke beweging één kunnen worden". In deel één, Beautiful Dance, vertrekken ze van Glenn Goulds uitvoering van Beethovens Sonata No.13. Deel twee - Your Eyes - haalt de song Anno and Honeysuckle van Londense muzikant JS Rafaeli (die oa. deel uitmaakte van The Aliens, met ex-leden van Beta Band) laag voor laag uit elkaar. Voor deel drie, Oh Souvenir, focussen ze op de rol van de stem in operamuziek aan de hand van de aria Parle-moi de ma mère uit de opera Carmen van Bizet. Deze voorstelling wordt vertoond in kunstencentrum Monty te Antwerpen en op het Bouge B festival in De Singel.
In 2012 maakt ze haar eerste echte solopropject, You Ain’t Heard Nothing Yet, waarin ze onderzoekt hoe de "beweging van geluid een verhaal of een emotie kan uitdrukken". T-Dance volgt in 2014, "een voorstelling over aanraken en verbonden zijn". Deze voorstelling is te zien in het Kaaitheater in Brussel en Stuk in Leuven. In 2015 komt daar een soort van vervolg op, met The Palm of Your Hand. Het publiek staat tijdens deze voorstelling in een ellips opgesteld rond de dansers, waardoor het samen met de dansers de ruimte ontdekt en vormgeeft.
Eind 2016 volgt de voorstelling Mazing, waarbij vijf dansers in beweging komen door de aanwezigheid van het publiek. In een interview met De Standaard vertelt ze over het opzet dat "dansers gewend zijn om te performen vóór een publiek, in plaats van mét. ... Voor ons is het een uitdaging om het contact niet te spélen, maar om het oprecht aan te gaan." Deze voorstelling wordt vertoond in het Kaaitheater, Concertgebouw Brugge en op het Theaterfestival 2022 in Gent
Van 2017 tot 2022 is ze artist-in-residence aan het Kaaitheater te Brussel. In 2017 herwerkt ze haar voorstelling The Palm of Your Hand (2015), zodat ze toegankelijk wordt voor blinden en slechtzienden, als deel van het Humane Body European Network project, waaraan organisaties als ImPulsTanz (Wenen), Kaaitheater, The Place (Londen) en CND (Parijs) deelnemen.
Both, Two is een dansduet dat ze in 2018 maakt, waarin ze samen met danser Esse Vanderbruggen het thema "samen zijn" verkent: "Twee vrouwenlichamen verstrengelen zich tot ze er nog maar één zijn. Of drie? Of… geen? Waar begint een lichaam eigenlijk?"
Haar Tactile Cycle (2019-2023) omvat podiumvoorstellingen, sculpturen en bewegings- en geluidsinstallaties waarmee ze "interpersoonlijke ontmoetingen tussen publiek en performer" wil creëren. Voor de voorstelling Tactile Quartet(s) die ze in 2019 maakt met Quatuor MP4 kwartet, vertrekt ze vanuit de overeenkomsten tussen de rondingen van een strijkinstrument en de heupen van een mensenlichaam. Deze voorstelling is te zien in Kaaitheater, Stuk, De Singel en CC Sint-Niklaas. De laatste fase van deze cyclus draagt de naam Un-staging Tactility en gaat in december 2023 in première in het Kaaitheater.
In 2021 neemt Tussing de regie en choreografie op zich van roundABOUT - een co-productie van ChampdAction en de Antwerpse Zonzo Compagnie, die muziektheater voor een jong publiek realiseert - waarin de Japanse slagwerkster Tsubasa Hori zichzelf begeleidt op de shamisen terwijl ze liederen zingt en vertelt. Met videoprojecties van Sarah Yu Zeebroek en Willem Mertens. Deze voorstelling is te zien op het Big Bang festival in De Singel, Concertgebouw Brugge, KAAP in Oostende, Bronks in Brussel, Stuk in Leuven, en het Krokusfestival in Hasselt.

## Voorstellingen
- Trilogy (2011)[36]
- Soundbed (2011) - bewegings-geluidsinstallatie.[37]
- You Ain’t Heard Nothing Yet (2012)[38]
- T-Dance (2014)[39]
- The Palm of Your Hand (2015)[40]
- Mazing (2016)[41]
- The Palm of Your Hand #2 (2017)[42]
- Both, Two (2018)[43]
- Tactile Cycle (2019-2023)[44]
- roundABOUT (2021) (regie en choreografie)[45]